# تونس في الألعاب الأولمبية الصيفية للشباب 2014
شاركت تونس في الألعاب الأولمبية الصيفية للشباب 2014 المنعقدة في نانجينغ (الصين) بين 16 و28 أغسطس 2014.

## المتحصلين على ميداليات
| الميدالية | الرياضة     | الفئة                | الرياضي           | التاريخ  |
| --------- | ----------- | -------------------- | ----------------- | -------- |
| فضية      | ألعاب القوى | 400 متر حواجز للشباب | محمد فارس الجلاصي | 25 أغسطس |
| برونزية   | رفع الأثقال | أقل من 53 كغ للشابات | نهى الأندلسي      | 18 أغسطس |